# Isprawnik
Isprawnik ziemski (zwany też kapitanem) – urzędnik wybierany przez szlachtę, który stał na czele powiatu (ujezdu) w Rosji za panowania Katarzyny II. Ziemscy isprawnicy razem z dwoma asesorami tworzyli tzw. niższy sąd ziemski (organ administracyjno-policyjny).